# (793) Arizona
(793) Arizona est un astéroïde de la ceinture principale découvert par l'astronome américain Percival Lowell le 9 avril 1907.
Il fut nommé en référence à l'État américain de l'Arizona où il fut découvert.